# ليونورا كارينغتون
كانت ماري ليونورا كارينغتون الحائزة على وسام الإمبراطورية البريطانية برتبة ضابط (6 أبريل 1917 - 25 مايو 2011) رسامة سريالية وروائية بريطانية المولد. عاشت معظم سني رشدها في مكسيكو سيتي وكانت واحدة من آخر الفنانين الأحياء الذين اضطلعوا بالحركة السريالية التي انطلقت في ثلاثينيات القرن العشرين. كانت كارينغتون أيضًا عضوًا مؤسسًا لحركة تحرير المرأة في المكسيك خلال سبعينيات القرن العشرين.

## علاقتها مع ماكس إرنست
في عام 1936، شاهدت كارينغتون أعمال الفنان السريالي الألماني ماكس إرنست في المعرض الدولي السريالي في لندن، وكانت منجذبة إلى الفنان السريالي قبل أن تقابله. وفي عام 1937، التقت كارينغتون بإرنست في حفل أُقيم بلندن.  وارتبط الفنانان وعادا معًا إلى باريس، حيث سرعان ما انفصل إرنست عن زوجته. وفي عام 1938 غادرا باريس واستقرا في سان مارتن دارديش في جنوب فرنسا. تعاون الزوجان الجديدان ودعما تطورهما الفني. وابتكرا منحوتات لحيواناتهما الحارسة (ابتكر إرنست طيوره وصنعت كارينغتون رأس حصان من الجبس) من أجل تزيين منزلهما في سان مارتن دارديش. وفي عام 1939 رسمت كارينغتون وإرنست صورًا شخصية لبعضهما البعض. وصوّر كلاهما التناقض في علاقتهما، وفي حين تُظهر لوحة إرنست انتصار الحب كلا الفنانين في مرحلة التكوين، فقد ركزت كارينغتون في اللوحة الشخصية لماكس إرنست على إرنست فقط وكانت مليئة بالرمزيات البارزة. لم تكن لوحة الصورة الشخصية أول عمل سريالي لها. فبين عامي 1937 و1938 رسمت كارينغتون صورة ذاتية، التي يُطلق عليها أيضًا نُزُل خيل الفجر، المعروضة اليوم في متحف المتروبوليتان للفنون. وفيها تجلس كارينغتون على حافة كرسي بمشهد عجيب شبيه بالأحلام، مرتدية بنطالًا أبيضًا رياضيًا لركوب الخيل وشعرها مصفف بطريقة جامحة، وتمد يدها نحو ضبع متبختر وظهرها أمام حصان خشبي هزاز عديم الذيل يطوف خلفها في الهواء.
ومع اندلاع الحرب العالمية الثانية، ألقت السلطات الفرنسية القبض على إرنست، الذي كان ألمانيًا، لكونه «أجنبي معاد». وبوساطةٍ من بول إيلوار، وأصدقاء آخرين، بمن فيهم الصحفي الأمريكي فاريان فراي، أُطلق سراحه بعد بضعة أسابيع. وبعد فترة وجيزة من غزو النازيين لفرنسا، أُلقي القبض على إرنست مرة أخرى، هذه المرة على يد الغيستابو، لأن النازيين اعتبروا فنه «منحلًا». وتمكن من الفرار ليرحل إلى الولايات المتحدة بمساعدة بيغي غوغنهايم، التي كانت راعية للفنون.
كان لاعتقال إرنست أثر مدمر على كارينغتون التي وافقت على الذهاب إلى إسبانيا مع صديقتها كاثرين يارو. مكثت مع أصدقاء العائلة في مدريد حتى شل توترها وهلعها حياتها وأديا بها إلى الانهيار العصبي فأُدخلت مصحة نفسية. تلقت علاجًا بالصدمات الكهربائية وعولجت بأدوية كارديازول (مخلج قوي) ولومينال (باربتيورات). تخرجت من المصحة لتكون تحت رعاية وصي، وقيل لها إن والديها قررا إرسالها إلى مصحة في جنوب إفريقيا. وفي طريقها إلى جنوب إفريقيا، توقفت في البرتغال، حيث هربت. وذهبت إلى السفارة المكسيكية للعثور على ريناتو ليدوك، شاعر وسفير مكسيكي. كان ليدوك صديقًا لبابلو بيكاسو (كانا يعرفان بعضهما من مصارعات الثيران) ووافق على طلب كارينغتون بزواج مصلحة حتى تحصل على الحصانة التي تُمنح لزوجة الدبلوماسي. انفصلا في عام 1943. وخلال ذلك الوقت، تزوج إرنست ببيغي غوغنهايم في نيويورك عام 1941. وانتهى هذا الزواج بعد سنوات قليلة. لم يستأنف إرنست وكارينغتون علاقتهما أبدًا.

## المكسيك
بعد أن أمضيا عامًا في نيويورك، ذهب ليدوك وكارينغتون في 1942 إلى المكسيك - حيث فر العديد من الفنانين الأوروبيين بحثًا عن اللجوء - التي وقعت في حبها وعاشت فيها، بشكل متقطع، لبقية حياتها.
وعندما جاءت كارينغتون إلى المكسيك لأول مرة، سبقها نجاح المعارض السريالية مما سمح لها بتشكيل العديد من الصلات داخل الحركة السريالية. وكانت لصلاتها داخل هذه الدوائر السريالية تأثير واضح، إذ فُتحت الأبواب الفنية التي كانت مغلقة لفترة طويلة أمام الفنانين المكسيكيين. وبعد استقرارها في المكسيك لمدة سبع سنوات، أقامت ليونورا كارينغتون أول معرض فردي لها في غاليريا كلارديكور. كانت ردود الأفعال الأولية من الجمهور مشجعة للغاية بمعظمها، ونشرت الصحافة على مدى عدة شهور تالية مراجعات إيجابية وقدم النقاد آراءً مؤيدة.
وبعد أن أمضت جزءًا من ستينيات القرن العشرين في مدينة نيويورك، استقرت كارينغتون في المكسيك مرة أخرى وعملت فيها. وأثناء تواجدها في المكسيك، طُلب منها، في عام 1963، تشكيل لوحة جدارية أُطلق عليها اسم إل موندو ماجيكو دي لوس ماياس (العالم السحري للمايا)، والتي كانت مستوحاة من القصص الشعبية لتلك المنطقة. ويمكن رؤية اللوحة الجدارية اليوم في المتحف الوطني للأنثروبولوجيا الوطنية في مكسيكو سيتي.
وفي عام 1973 صممت كارينغتون ملصقًا بعنوان موخيريس كونسينسيا (وعي النساء)، ملصقٌ لحركة تحرير المرأة في المكسيك، يصور «حواء جديدة». وفي سبعينيات القرن العشرين، استجابت الفنانات من الأجيال والموجات النسوية السابقة للمناخ الأكثر ليبرالية ولحركة الموجات النسوية. ناضل الكثيرون من أجل قضايا تحرير المرأة ووعيها في عملهم بينما جاهر آخرون بهذه القضايا عوضًا عن صناعة الفن. تحدثت كثيرًا عن «القوى الأسطورية» للمرأة وحاجة المرأة إلى استعادة «الحقوق التي تخصها». واعتبر العديد من الفنانين الضالعين في السريالية أن المرأة فعالة كملهمة للفكر لكنها لم تُعتبر فنانة بحد ذاتها. تبنى السرياليون كارينغتون بوصفها طفل أنثوي، وذلك بسبب تمردها على نشأتها في الطبقة الراقية.
ركزت كارينغتون في المقام الأول على الحرية النفسية اعتقادًا منها بأن هذه الحرية لا يمكن أن تتحقق دون الحرية السياسية أيضًا. ومن خلال هذه المعتقدات، أدركت كارينغتون أن «زيادة التعاون وتبادل المعارف بين النساء الناشطات سياسيًا في المكسيك وأمريكا الشمالية» كان أمرًا مهمًا للتحرر. أدى التزام كارينغتون السياسي إلى فوزها بجائزة الإنجاز مدى الحياة في مؤتمر التكتل النسائي للفنون في نيويورك عام 1986. وعلى مدار العقد، حددت النساء مجموعة من العلاقات المرتبطة بالمفاهيم النسوية والسائدة ومشاغلها. واستمرت النساء طوال العقد في التساؤل عن معنى الوجود بين الخلق والمادة.
لم يكن لدي الوقت لأكون مصدر إلهام لأي شخص... كنت مشغولة جدًا بالتمرد على عائلتي وبالتعلم لكي أصبح فنانة.
-  ليونورا كارينغتون

## الإرث والتأثير
يُنسب تأنيث السريالية إلى كارينغتون. أسبغت لوحاتها وكتاباتها منظورًا نسائيًا لما كان حركة فنية يهيمن عليها الذكور إلى حد كبير. وأثبتت كارينغتون أنه يجب أن يُنظر إلى النساء على أنهن فنانات بحد ذاتهن وأنه على الفنانين الذكور ألا يستخدموهن كملهمات.
أُقيم المعرض الفني الدولي التاسع والخمسون بعنوان حليب الأحلام. استعير هذا الاسم من كتابٍ لكارينغتون، فيه، حسب قول سيسيليا أليماني، «تصف عالمًا سحريًا حيث يُعاد تصور الحياة باستمرار من خلال منظور المخيلة، وحيث يمكن للجميع التغير، والتبدل، والتحول إلى شيء وشخص آخر».
ألهمت حياة كارينغتون الكاتبة ميشيل ماركل في تأليف «خارج هذا العالم: الفن السريالي لليونورا كارينغتون»، كتاب واقعي للأطفال، نفذت رسومه أماندا هول، ويحكي قصة حياة كارينغتون وفنها وهي تسعى وراء مواهبها الإبداعية وتكسر أعراف القرن العشرين حول الأساليب التي يجب أن تتصرف بها نساء الطبقة العليا والفتيات الناشئات.